# 미국 대통령 선거

2024년 미국 대선의 카운티별 투표결과

미국 대통령 선거(영어: United States presidential election)는 미국에서 연방 행정부의 대통령과 부통령을 선출하는 선거를 말한다.

## 미국 대통령 선거의 역사
- 조지 워싱턴 초대 대통령 선출과정
- 수정헌법에 의한 제도변화

## 간접 선거, 승자독식, 복식 투표
미국의 대통령 선거는 국민이 먼저 선거를 한 뒤 결과에 따라 할당받는 선거인단이 다시 선거를 하는 일명 복식 투표이다.
모든 미국 국민은 자신이 속한 각 주의 선거인단을 선출하며, 이를 흔히 "미국 대통령 선거"라고 부른다. 이렇게 선출된 선거인단이 모여서 미국 대통령을 선출한다. 50개 주와 워싱턴 D.C.가 아닌 해외영토(준주) 지역은 선거인단 선출권이 없다.
50개 주 중에서 메인주와 네브래스카주를 뺀 48개 주는 승자독식(winner-take-all) 방식으로 선거인단을 선출하며, 승자가 그 주의 모든 선거인단을 갖는다. 메인과 네브래스카 주는 비례배분 방식(Proportional System)을 채택하고 있다. 하원 선거구 수에 따라 선거인단 수가 나뉜다.
먼저 각 주별로 1차 투표인 국민투표를 하면 그렇게 결정된 선거인단이 2차 투표를 한다. 그리고 선거인단이 실시한 투표가 진짜 결과가 된다. 이 선거인단의 구성원들은 자신의 정당을 배신하고 다른 정당에서 나온 후보를 찍는 일명 배신표를 행사할 수도 있다. 도널드 트럼프는 조 바이든과 2020년 미국 대통령 선거 맞서서 조 바이든을 상대로 선거인단을 적게 획득하자 이러한 배신을 유도했으나 결국 실패했으며 조 바이든이 그대로 당선되었다.
말하자면 국민들이 1차 후보를 한 번 선출하면 그 1차 후보들이 다시 2차 후보를 선출하는 복식 투표의 형태를 하고 있다. 여기서 2차 후보가 바로 대통령이 될 장본인이다.
이 선거인단 투표는 501:499로 이기든 1000:0으로 이기든 상관없이 이기면 해당 지역구의 선거인단을 모두 독차지하는 구조로 되어 있다. 이 때문에 전체 유권자의 직접투표 득표에서는 앞서면서도, 선거인단 수에서는 뒤져서 대통령에 선출되지 못한 경우가 미국 역사상 5번 발생했다. 그래서 간발의 차이로 많이 이기는 것이 압승으로 적게 이기는 것보다 훨씬 유리하다.
마지막의 경우가, 2016년 미국 대통령 선거이다. 민주당의 힐러리 클린턴 후보가 공화당의 도널드 트럼프 후보보다 약 286만 표, 2% 포인트나 앞섰으나, 선거인단 수에서 80명 차 가까이 패하면서, 도널드 트럼프 후보가 당선되었다. 그 이전에는, 2000년 미국 대통령 선거로서, 전체 국민의 직접투표에 의한 득표에서는 민주당의 앨 고어 후보가 앞섰지만, 선거인단 수는 조지 W. 부시가 앞서서 부시가 대통령이 되었다. 1824년의 민주공화당 존 퀸시 애덤스 대통령, 1876년의 공화당 러더퍼드 B. 헤이스 대통령, 1888년의 공화당 벤저민 해리슨 대통령도 직접투표 득표에서 낮았지만, 선거인단 수에서 우위를 점해 미국 대통령에 당선되었다.
선거인단의 수는 각 주의 하원 의원과 상원 의원을 모두 합친 수이다. 상원 의원은 각 주당 2명이고, 하원 의원은 인구가 많을수록 많다. 예컨대 캘리포니아주의 선거인단은 55명이지만, 버몬트주, 알래스카주, 델라웨어주, 몬태나주, 와이오밍주, 노스다코타주, 사우스다코타주는 3명이다. 435명의 하원 의원과 100명의 상원 의원, 그리고 워싱턴 D.C.에 있는 3명의 선거인단까지 합해 모두 538명이다.

## 투표 과정
미국의 대통령 선거가 시작되기 전에 정규 선거인단 538명 및 예비 선거인단 62명을 확보하여 총 600명의 선거인단을 확보한다. 선거인단은 아무나 선발하는 것이 아니며 해당 후보가 소속된 정당의 당원이어야 한다. 또한 아무나 배치하는 것은 아니며 해당 선거구에 주소지가 있으며 실제로 해당 선거구 내부에서 살고 있는 사람이어야 한다. 예비 선거인단의 경우 당선될 가능성이 높은 주 위주로 배치한다.
정규 선거인단인 인원 중에서 불가피한 사유로 인하여 정규 선거인단을 그만둘 경우 예비 선거인단 중에서 정규 선거인단으로 대체할 수 있다.
선거인단 명부를 작성하면 이후 국민투표를 '주' 단위로 실시하게 되며 해당 주에서 당선된 후보의 정당에 소속된 선거인단은 추후 2차 투표를 해서 그 결과를 워싱턴 DC로 보낸다. 해당 주에서 낙선된 정당에 소속된 선거인단은 그것으로 임무가 종료되며 선거인단 신분에서 해제되어 일반인으로 환원된다.
이후 선거인단 투표를 해서 선거인단 투표에서 당선된 후보가 대통령에 취임된다.

## 투표일
4년마다 실시되는 미국 대선일은 ‘11월 첫째 월요일이 있는주의 화요일’이라는 규정에 따라 정해진다. 매번 11월 2~8일중 하루가된다. 
미 의회가 이런 규정을 법률로 정한 것은 1792년 미 연방법 으로는 '12월 첫 수요일 이전 35일' 중 각 주가 아무 때나 선거를 행할 수 있었으나 1845년 미 의회가 전국적으로 선거일을 통합하도록 정했다. 
당시 미국의 주산업은 농업이었다. 따라서 한창 농사일이 바쁜 11월 이전에는 선거일을 잡을 수 없었다. 또 11월 중순이 되면 날씨가 추워지고 눈이 일찍 내릴경우 유권자들이 투표하러 가기가 불편하다고 생각해 11월 초로 시기를 정했다. 
일요일은 교회에 가는 날, 토요일은 주말이어서 제외했다. 월요일과 금요일은 평일중 한 주의 시작과 끝이라 제외 했다.
목요일은 미국을 식민지로 지배하고 압정을 펼쳤던 당시 영국의 선거일이라 피했다. 
또 당시 이동수단으로 말과 마차를 주로 이용했기 때문에 유권자들이 투표를 하러 가는 데 하루, 돌아오는 데 하루가 걸린다는 점도 감안했다. 
수요일은 보통 시장이 열리는 날인 데다 이날 교회로 예배를 보러 가는 신자들도 많아서 역시 제외했다. 
여기에 매월 1일은 전달의 회계 처리 등으로 바쁜 사정을 감안해서 선거가 초하루에 치러지는 일이 없도록 ‘11월 첫번째 월요일이 있는주의 화요일’이라는 복잡한 규정이 생겨나게 됐다.
미국에서는 11월 첫 번째 월요일이 다음날인 화요일을 슈퍼 화요일(Super Tuesday, 11월 2~8일)이라 하여 대통령 선거인단을 선출 하는 날이지만 사실상 차기대통령이 결정되기 때문에 흔히 이날을 미국의 대통령 선거일이라고 부르기도 한다.

## 개표 시간
미국은 시간대가 다양하기 때문에 개표 시간도 다르다.
- 시간은 동부 표준시 기준
- * 표시는 한 주에서 개표 시간이 다른 주이고, (숫자)는 선거인단의 수이다.

1. 오후 7시: 켄터키주 (8), 사우스캐롤라이나주 (9), 버몬트주 (3), 버지니아주 (13), 조지아주 (16), 인디애나주 (11)
2. 오후 7시 30분: 노스캐롤라이나주 (15), 오하이오주 (18), 웨스트버지니아주 (5)
3. 오후 8시: 플로리다주* (29), 펜실베이니아주 (20), 일리노이주 (20), 뉴저지주 (14), 테네시주 (11), 미주리주 (10), 메릴랜드주 (10), 앨라배마주* (9), 오클라호마주 (7), 코네티컷주 (7), 뉴햄프셔주* (4), 메인주 (4), 로드아일랜드주 (4), 델라웨어주 (3), 워싱턴 D.C. (3)
4. 오후 8시 30분: 아칸소주 (6)
5. 오후 9시: 텍사스주* (38), 뉴욕주 (29), 미시간주* (16), 애리조나주 (11), 미네소타주 (10), 위스콘신주 (10), 콜로라도주 (9), 루이지애나주 (8), 캔자스주* (6), 네브래스카주 (5), 뉴멕시코주 (5), 노스다코타주* (3), 사우스다코타주* (3), 와이오밍주 (3)
6. 오후 10시: 아이오와주 (6), 네바다주 (6), 유타주 (6), 몬태나주 (3)
7. 오후 11시: 캘리포니아주 (55), 워싱턴주 (12), 오리건주* (7), 아이다호주* (4), 하와이주 (4)
8. 오전 1시: 알래스카주 (3)

## 역대 선거 결과
표 내부의 기호는 아래와 같은 뜻을 갖고 있다.
* 유권자 직접투표에서 과반을 얻지 못했던 당선자.
** 수정헌법 12조가 선포되기 전에는 2위를 차지한 후보자가 부통령이 되었다.
† 유권자 직접투표에서 1위를 하고도 낙선한 후보자.
‡ 유권자 직접투표에서 과반수를 확보하였음에도 낙선한 후보자.
| 회수 | 선거년도 | 당선자(정당) - 확보 선거인단                           | 주요 후보 |
| ---- | -------- | ------------------------------------------------------ | --- |
| 1회  | 1789*    | 조지 워싱턴(무소속) - 69                               | 존 애덤스** (무소속) - 34 존 제이 (무소속) - 9 로버트 해리슨 (무소속) - 6 존 러틀리지 (무소속) - 6                                                                                              |
| 2회  | 1792*    | 조지 워싱턴 (무소속) - 132                             | 존 애덤스** (연방주의자당) - 77 조지 클린턴 (민주공화당) - 50 |
| 3회  | 1796*    | 존 애덤스 (연방주의자당) - 71                          | 토머스 제퍼슨** (민주공화당) - 68 토마스 핑크니 (연방주의자당) - 59 에런 버 (민주공화당) - 30 새뮤얼 애덤스 (민주공화당) - 15 올리버 엘즈워스 (연방주의자당) - 11 조지 클린턴 (민주공화당) - 10 |
| 4회  | 1800*    | 토머스 제퍼슨 (민주공화당) - 73                        | 에런 버 (민주공화당) - 73 존 애덤스 (연방주의자당) - 65 찰스 코츠워스 핑크니 (연방주의자당) - 64                                                                                                |
| 5회  | 1804*    | 토머스 제퍼슨 (민주공화당) - 162                       | 찰스 코츠워스 핑크니 (연방주의자당) - 14 |
| 6회  | 1808*    | 제임스 매디슨 (민주공화당) - 122                       | 찰스 코츠워스 핑크니 (연방주의자당) - 47 조지 클린턴 (민주공화당) - 6 제임스 먼로 (민주공화당) - 0                                                                                              |
| 7회  | 1812*    | 제임스 매디슨 (민주공화당) - 128                       | 드위트 클린턴 (연방주의자당) - 89 |
| 8회  | 1816*    | 제임스 먼로 (민주공화당) - 183                         | 루퍼스 킹, 존 E. 하워드 (연방주의자당) - 34 |
| 9회  | 1820*    | 제임스 먼로 (민주공화당) - 231                         | 존 퀸시 애덤스(무소속) - 1 |
| 10회 | 1824*    | 존 퀸시 애덤스* (민주공화당) - 84                      | 앤드루 잭슨† (민주공화당) - 99 윌리엄 H. 크로퍼드 (민주공화당) - 41 헨리 클레이 (민주공화당) - 37                                                                                               |
| 11회 | 1828*    | 앤드루 잭슨 (민주당) - 178                             | 존 퀸시 애덤스 (미국국민공화당) - 83 |
| 12회 | 1832*    | 앤드루 잭슨 (민주당) - 219                             | 헨리 클레이 (미국국민공화당) - 49 존 플로이드 (Nullifier) - 11 윌리엄 윌트 (Anti-Masonic) - 7                                                                                                   |
| 13회 | 1836*    | 마틴 밴 뷰런 (민주당) - 170                            | 윌리엄 헨리 해리슨 (휘그당) - 73 휴 로슨 화이트 (휘그당) - 26 대니얼 웹스터 (휘그당) - 14 윌리 퍼슨 맨검 (휘그당) - 11                                                                          |
| 14회 | 1840*    | 윌리엄 헨리 해리슨 (휘그당) - 234(득표수 127만 5390표) | 마틴 밴 뷰런 (민주당) - 60(득표수 112만 8854표) |
| 15회 | 1844*    | 제임스 K. 포크* (민주당) - 170(득표수 133만 9494표)    | 헨리 클레이 (휘그당) - 105(득표수 130만 4표) 제임스 G. 버네이 (자유당) - 0 |
| 16회 | 1848*    | 재커리 테일러 (휘그당) - 163(득표수 136만 1393표)      | 루이스 카스 (민주당) - 127(득표수 122만 3460표) 마틴 밴 뷰런 (자유토지당) - 0(득표수 29만 1501표)                                                                                               |
| 17회 | 1852*    | 프랭클린 피어스 (민주당) - 254(득표수 160만 7510표)    | 윈필드 스콧 (휘그당) - 42(득표수 138만 6942표) 존 P. 해일 (자유 지역당) - 0 |
| 18회 | 1856*    | 제임스 뷰캐넌* (민주당) - 174(득표수 183만 6072표)     | 존 C. 프리몬트 (공화당) - 114(득표수 134만 2345표) 밀러드 필모어 (휘그당) - 8(득표수 87만 3053표)                                                                                               |
| 19회 | 1860*    | 에이브러햄 링컨* (공화당) - 180(득표수 186만 5908표)   | 존 C. 브레킨리지 (민주당 남부) - 72(득표수 84만 8019표) 존 벨 (Constitutional Union) - 39 스티븐 A. 더글러스 (민주당 북부) - 12(득표수 138만 202표)                                             |
| 20회 | 1864*    | 에이브러햄 링컨 (공화당) - 212(득표수 221만 8388표)    | 조지 B. 매클렐런 (민주당) - 11(득표수 181만 2807표) |
| 21회 | 1868*    | 율리시스 그랜트 (공화당) - 214(301만 3650표)           | 호레이쇼 시모어 (민주당) - 80(270만 8744표) |
| 22회 | 1872*    | 율리시스 그랜트 (공화당) - 286                         | 호레이스 그릴리 (민주당/자유 공화당) - 0 토머스 A. 헨드릭스 (민주당) - 42 B. 그라츠 브라운 (민주당/자유 공화당) - 18 찰스 J. 젠킨스 (민주당) - 2                                                |
| 23회 | 1876*    | 러더퍼드 B. 헤이스* (공화당) - 185(403만 4311표)       | 새뮤얼 J. 틸던‡ (민주당) - 184(428만 8546표) |
| 24회 | 1880*    | 제임스 A. 가필드* (공화당) - 214(444만 6158표)         | 윈필드 스콧 핸콕 (민주당) - 155(444만 4260표) 제임스 위버 (그린백당) - 0 |
| 25회 | 1884*    | 그로버 클리블랜드* (민주당) - 219(487만 4621표)        | 제임스 G. 블레인 (공화당) - 182(484만 8936표) 존 St. 존 (금주당) - 0 벤저민 버틀러 (그린백당) - 0                                                                                               |
| 26회 | 1888*    | 벤저민 해리슨* (공화당) - 233(544만 3892표)            | 그로버 클리블랜드† (민주당) - 168(553만 4488표) 클린턴 B. 피스크 (금주당) - 0 올슨 스트리터 (Union Labor) - 0                                                                                   |
| 27회 | 1892*    | 그로버 클리블랜드* (민주당) - 277(555만 1883표)        | 벤저민 해리슨 (공화당) - 145(517만 9244표) 제임스 위버 (포퓰리스트당) - 22 존 비드웰 (금주당) - 0                                                                                               |
| 28회 | 1896*    | 윌리엄 매킨리 (공화당) - 271(710만 8480표)             | 윌리엄 제닝스 브라이언 (민주당/포퓰리스트당) - 176(651만 1495표) |
| 29회 | 1900*    | 윌리엄 매킨리 (공화당) - 292(721만 8039표)             | 윌리엄 제닝스 브라이언 (민주당) - 155(635만 8345표) 존 울리 (금주당) - 0 |
| 30회 | 1904*    | 시어도어 루스벨트 (공화당) - 336(762만 6593표)         | 앨튼 B. 파커 (민주당) - 140(508만 2898표) 유진 V. 데브스 (사회당) - 0 실라스 스왈로우 (금주당) - 0                                                                                              |
| 31회 | 1908*    | 윌리엄 하워드 태프트 (공화당) - 321(767만 6258표)      | 윌리엄 제닝스 브라이언 (민주당) - 162(640만 6801표) 유진 V. 데브스 (사회당) - 0 유진 체이픈 (금주당) - 0                                                                                        |
| 32회 | 1912*    | 우드로 윌슨* (민주당) - 435(629만 3152표)              | 시어도어 루스벨트 (진보당) - 88(411만 9207표) 윌리엄 하워드 태프트 (공화당) - 8(348만 6333표) 유진 V. 데브스 (사회당) - 0 유진 체이픈 (금주당) - 0                                              |
| 33회 | 1916*    | 우드로 윌슨* (민주당) - 277(912만 6300표)              | 찰스 에반스 휴즈 (공화당) - 254(854만 6789표) 앨런 L. 벤슨 (사회당) - 0 제임스 한리 (금주당) - 0                                                                                                |
| 34회 | 1920*    | 워런 G. 하딩 (공화당) - 404(1615만 3115표)             | 제임스 M. 콕스 (민주당) - 127(913만 3092표) 유진 V. 데브스 (사회당) - 0 |
| 35회 | 1924*    | 캘빈 쿨리지 (공화당) - 382(1571만 9921표)              | 존 W. 데이비스 (민주당) - 136(838만 6704표) 로버트 M. 라폴레트 (진보당) - 13 |
| 36회 | 1928*    | 허버트 후버 (공화당) - 444(2143만 7277표)              | 앨 스미스 (민주당) - 87(1500만 7698표) |
| 37회 | 1932*    | 프랭클린 D. 루스벨트 (민주당) - 472(2282만 9501표)     | 허버트 후버 (공화당) - 59(1576만 684표) 노먼 토머스 (사회당) - 0 |
| 38회 | 1936*    | 프랭클린 D. 루스벨트 (민주당) - 523(2775만 7333표)     | 앨프 랜던 (공화당) - 8(1668만 4231표) 윌리엄 렘케 (Union) - 0 |
| 39회 | 1940*    | 프랭클린 D. 루스벨트 (민주당) - 449(2731만 3041표)     | 웬들 L. 윌키 (공화당) - 82(2234만 8480표) |
| 40회 | 1944*    | 프랭클린 D. 루스벨트 (민주당) - 432(2561만 2610표)     | 토머스 듀이 (공화당) - 99(2201만 7617표) |
| 41회 | 1948*    | 해리 S. 트루먼* (민주당) - 303(2417만 9345표)          | 토머스 듀이 (공화당) - 189(2199만 1291표) 스트롬 서몬드 (딕시크랫) - 39 헨리 A. 윌리스 (진보당/Labor) - 0                                                                                       |
| 42회 | 1952*    | 드와이트 D. 아이젠하워 (공화당) - 442(3393만 6234표)   | 애들레이 스티븐슨 (민주당) - 89(2731만 4992표) |
| 43회 | 1956*    | 드와이트 D. 아이젠하워 (공화당) - 457(3559만 472표)    | 애들레이 스티븐슨 (민주당) - 73(2602만 2752표) |
| 44회 | 1960*    | 존 F. 케네디* (민주당) - 303(3422만 6731표)            | 리처드 닉슨 (공화당) - 219(3410만 8157표) 해리 F. 버드 (민주당) - 15 |
| 45회 | 1964*    | 린든 B. 존슨 (민주당) - 486(4312만 9566표)             | 배리 골드워터 (공화당) - 52(2717만 8188표) |
| 46회 | 1968*    | 리처드 닉슨* (공화당) - 301(3178만 5480표)             | 휴버트 험프리 (민주당) - 191(3127만 5166표) 조지 월리스 (미국 독립당) - 46 |
| 47회 | 1972*    | 리처드 닉슨 (공화당) - 520(4716만 9911표)              | 조지 맥거번 (민주당) - 17(2917만 383표) 존 G. 슈미츠 (미국 독립당) - 0 |
| 48회 | 1976*    | 지미 카터 (민주당) - 297(4083만 763표)                 | 제럴드 포드 (공화당) - 240(3914만 7793표) |
| 49회 | 1980*    | 로널드 레이건 (공화당) - 489(4390만 4153표)            | 지미 카터 (민주당) - 49(3548만 3883표) 존 B. 앤더슨 (무소속) - 0 에드 클라크 (자유당) - 0 |
| 50회 | 1984*    | 로널드 레이건 (공화당) - 525(5445만 5075표)            | 월터 먼데일 (민주당) - 13(3757만 7185표) |
| 51회 | 1988*    | 조지 H. W. 부시 (공화당) - 426(4888만 6097표)          | 마이클 듀카키스 (민주당) - 112(4180만 9074표) |
| 52회 | 1992*    | 빌 클린턴* (민주당) - 370(4490만 9326표)               | 조지 H. W. 부시 (공화당) - 168(3910만 3882표) 로스 페로 (무소속) - 0(1974만 1657표) |
| 53회 | 1996*    | 빌 클린턴* (민주당) - 379(4740만 2357표)               | 밥 돌 (공화당) - 159(3919만 8755표) 로스 페로 (미국 개혁당) - 0(808만 5402표) |
| 54회 | 2000*    | 조지 W. 부시* (공화당) - 271(5045만 6141표)            | 앨 고어† (민주당) - 266(5099만 6039표) 랠프 네이더 (미국 녹색당) - 0(288만 3105표) |
| 55회 | 2004*    | 조지 W. 부시 (공화당) - 286(6204만 0610표)             | 존 케리 (민주당) - 252(5902만 8444표) 랠프 네이더 (미국 녹색당) - 0(46만 3653표) |
| 56회 | 2008*    | 버락 오바마 (민주당) - 365(6945만 6897표)              | 존 매케인 (공화당) - 173(5993만 4814표) 랠프 네이더 (미국 녹색당) - 0(72만 6462표) |
| 57회 | 2012*    | 버락 오바마 (민주당) - 332(6591만 5796표)              | 밋 롬니 (공화당) - 206(6093만 35007표) 게리 존슨 (자유당) - 0(127만 5827표) 질 스타인 (미국 녹색당) - 0(46만 8907표)                                                                            |
| 58회 | 2016*    | 도널드 트럼프* (공화당) - 304(6251만 6883표)           | 힐러리 클린턴† (민주당) - 227(6487만 4143표) 게리 존슨 (자유당) - 0(444만 71표) 질 스타인 (미국 녹색당) - 0(145만 7216표)                                                                       |
| 59회 | 2020*    | 조 바이든 (민주당) - 306(8126만 8867표)                | 도널드 트럼프 (공화당) - 232(7421만 6747표) 조 조겐슨 (자유당) - 0(186만 5620표) 하위 호킨스 (미국 녹색당) - 0(40만 4021표)                                                                     |
| 60회 | 2024*    | 도널드 트럼프 (공화당) - 312(7730만 2580표)            | 카멀라 해리스 (민주당) - 226(7501만 7613표) |

## 같이 보기
- 2018 미국 중간 선거
- 미국의 정치
- 미국의 대통령
- 미국 연방 정부
- 미국대선테스트(정치성향테스트) - 옥소폴리틱스